# دعاء علي
دعاء علي (وُلد عام 1976 م) هي فنانة مصرية.

## البدايات والتعليم
ولدت دعاء علي في عام 1976 بالقاهرة، مصر. درست في كلية الفنون الجميلة بجامعة حلوان بالقاهرة، وحصلت على شهادة البكالوريوس في الفنون الجميلة، قسم الفنون الجميلة والتصوير في عام 2001.

## حياتها العملية
اعمالها تضمنت التصوير والنحت والرسم والصوت والصورة وأعمالها مستوحاه من "الاهتمام بالصراعات الانسانيه، الأدب القديم، والرقص الكلاسيكي".
وقد ظهرت أعمالها في الصالات الفنية في منطقة الشرق الأوسط وأفريقيا، وأوروبا. وكان أول عرض من لوحاتها Pixel Series في معرض المشربية بالقاهرة، واحد من صالات العرض المستقلة الأولى في القاهرة، وعقد أول معرض فردي لها في باريس، فرنسا في 2007 في معرض Kamel Mennour وقد ظهرت أعمالها كجزء من العروض والمهرجانات في بينالى داكار بالسنغال، متحف تيت البريطاني في لندن، وبينالي إسطنبول في تركيا، وكانت دعاء تعمل كفنانه في مقر اقامتها في  مكان للفنون المعاصرة في عمان الأردن.
كانت دعاء جزء من فيلم طلابي بعنوان  " تحركات الكادر السينمائي "، بتمويل من المنحة المقدمة من خلال المدرسة الوطنية للأفلام بالدنمارك.